# Kecamatan Gapura
Kecamatan Gapura är ett distrikt i Indonesien.   Det ligger i provinsen Jawa Timur, i den västra delen av landet, 800 km öster om huvudstaden Jakarta. Kecamatan Gapura ligger på ön Madura.